# دارسي ديموس
دارسي ديموس (بالإنجليزية: Darcy DeMoss)‏ هي ممثلة أمريكية، ولدت في 19 أغسطس 1963 بلوس أنجلوس في الولايات المتحدة.

## أعمال

### أفلام
- (1986) يوم الجمعة الثالث عشر الجزء السادس حياة جيسن
- (2009) آلام المخاض

## وصلات خارجية
- دارسي ديموس على موقع IMDb (الإنجليزية)
- دارسي ديموس على موقع ألو سيني (الفرنسية)
- دارسي ديموس على موقع قاعدة بيانات الفيلم (الإنجليزية)
- دارسي ديموس على موقع كينوبويسك (الروسية)